# Natalobatrachus bonebergi
Genre
Espèce
Statut de conservation UICN

 EN B2ab(ii,iii) : En danger
Natalobatrachus bonebergi, unique représentant du genre Natalobatrachus, est une espèce d'amphibiens de la famille des Pyxicephalidae.

## Répartition
Cette espèce est endémique des régions côtières des provinces de Cap-Oriental et de KwaZulu-Natal dans le sud-est de l'Afrique du Sud. Elle se rencontre jusqu'à 900 m d'altitude,.

## Étymologie
Cette espèce est nommée en l'honneur du révérend Pascalis Boneberg.

## Publication originale
- Hewitt & Methuen, 1912 : Descriptions of some new Batrachia and Lacertilia from South Africa. Transactions of the Royal Society of South Africa, vol. 3, p. 107-111.